# Ludwig Mann (Mediziner)
Ludwig Mann (* 31. August 1866 in Breslau; † 15. Januar 1936 ebenda) war ein deutscher Neuropathologe. Er beschrieb gemeinsam mit Carl Wernicke den distalen Prädilektionstyp, der sehr häufig bei Apoplexien auftritt und sich in Form von Hemiplegien äußert.

## Leben
Ludwig Manns Eltern waren der Kaufmann Otto Mann und Clara, geb. Schöngarth. Er studierte, promovierte (1889) und habilitierte sich (1896, Neuropathologie und Elektrotherapie) in seiner Geburtsstadt Breslau. Von 1890 bis 1896 war er als Assistent an der Neurologischen Klinik und Poliklinik bei Carl Wernicke tätig. Nach seiner Habilitation lehrte Mann als Privatdozent an der Universität Breslau, wo er 1907 außerordentlicher Professor für Nervenheilkunde wurde. Außerdem arbeitete er als konsultierender Arzt in der Heil-Anstalt „Felicienquelle“ für Nervenkranke in Obernigk. Von 1913 bis zu seinem Tod 1936 war er Leitender Arzt der Nervenabteilung bzw. Neurologischen Abteilung des Breslauer St. Georg-Krankenhauses.
Mann publizierte unter anderem zu Problemstellungen der Elektrotherapie und Neuropathologie, insbesondere Hemiplegie. Er war Mitherausgeber der Zeitschrift für Elektrotherapie und ärztliche Elektrotechnik und des Handbuchs der gesamten medizinischen Anwendungen der Elektrizität, einschließlich der Röntgenlehre (ab 1909, mit Heinrich Boruttau). Neben der Beschreibung eines Prädilektionstyps bei cerebralen Lähmungen ist er bekannt für die Namensgebung des Mann-Syndroms, das auch als Postkommotionelles Syndrom bezeichnet wird.
Mann war verheiratet mit der Kaufmannstochter Elise, geb. Gräfe. Aus der Ehe gingen ein Sohn und eine Tochter hervor.